# Chile Chico
Chile Chico è un comune del Cile, capitale della comunità omonima e della provincia di General Carrera nella regione di Aysén. Al censimento del 2017 possedeva una popolazione di 4 865 abitanti.
Il comune è ubicato a est della Cordigliera delle Ande e comprende tutto il lato sud del lago General Carrera, dalla frontiera argentina (dove si conosce come lago Buenos Aires) fino al versante orientale del Campo de Hielo Norte.
La sua popolazione è principalmente concentrata nell'agglomerato urbano e le attività economiche più rilevanti comprendono l'agricoltura, l'allevamento, gli scavi minerari e il turismo.

## Società

### Evoluzione demografica
| Censimento del 1992 | Censimento del 2002 | Censimento del 2012 | Censimento del 2015 | Censimento del 2017 |
| 3.757 ab.           | 4.444 ab.           | 5.334 ab.           | 5.098 ab.           | 4.865 ab.           |